# Spiridon Belokas
Spiridon Belokas (Σπυρίδων Μπελόκας, en griego), (Atenas, 1877 - † ¿?) fue un atleta griego que nació en Atenas, compitió en los Juegos Olímpicos de 1896. Fue uno de los 17 corredores que iniciaron la maratón en los Juegos Olímpicos de 1896, celebrados en su ciudad natal. Consiguió cruzar la línea de meta en tercer lugar, pero poco después se descubrió que había realizado parte del recorrido en carro, por lo que fue descalificado pasando su puesto en el pódium al húngaro Gyula Kellner.